# Scheepsbel

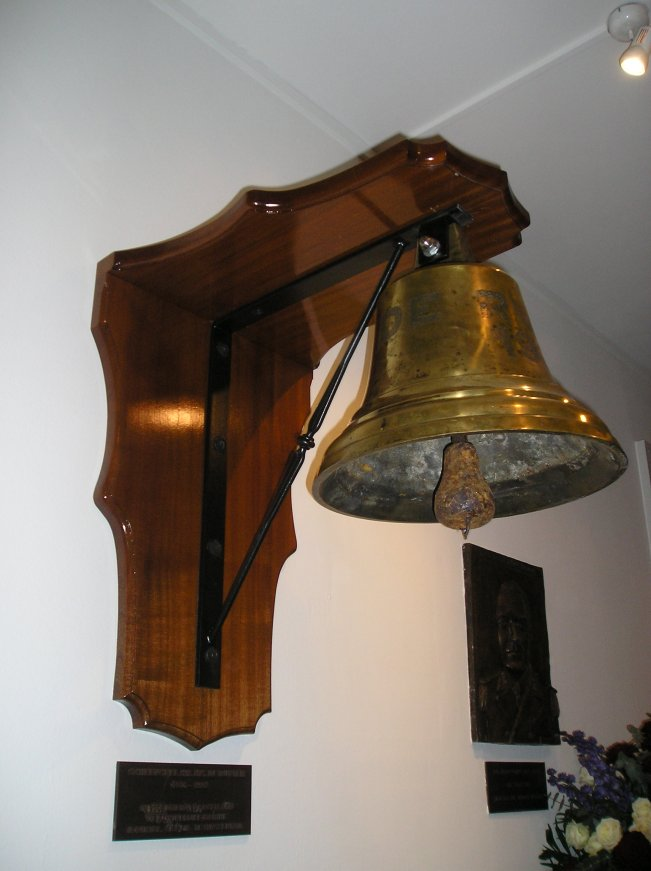
Scheepsbel van de Hr. Ms. De Ruyter in de Kloosterkerk in Den Haag

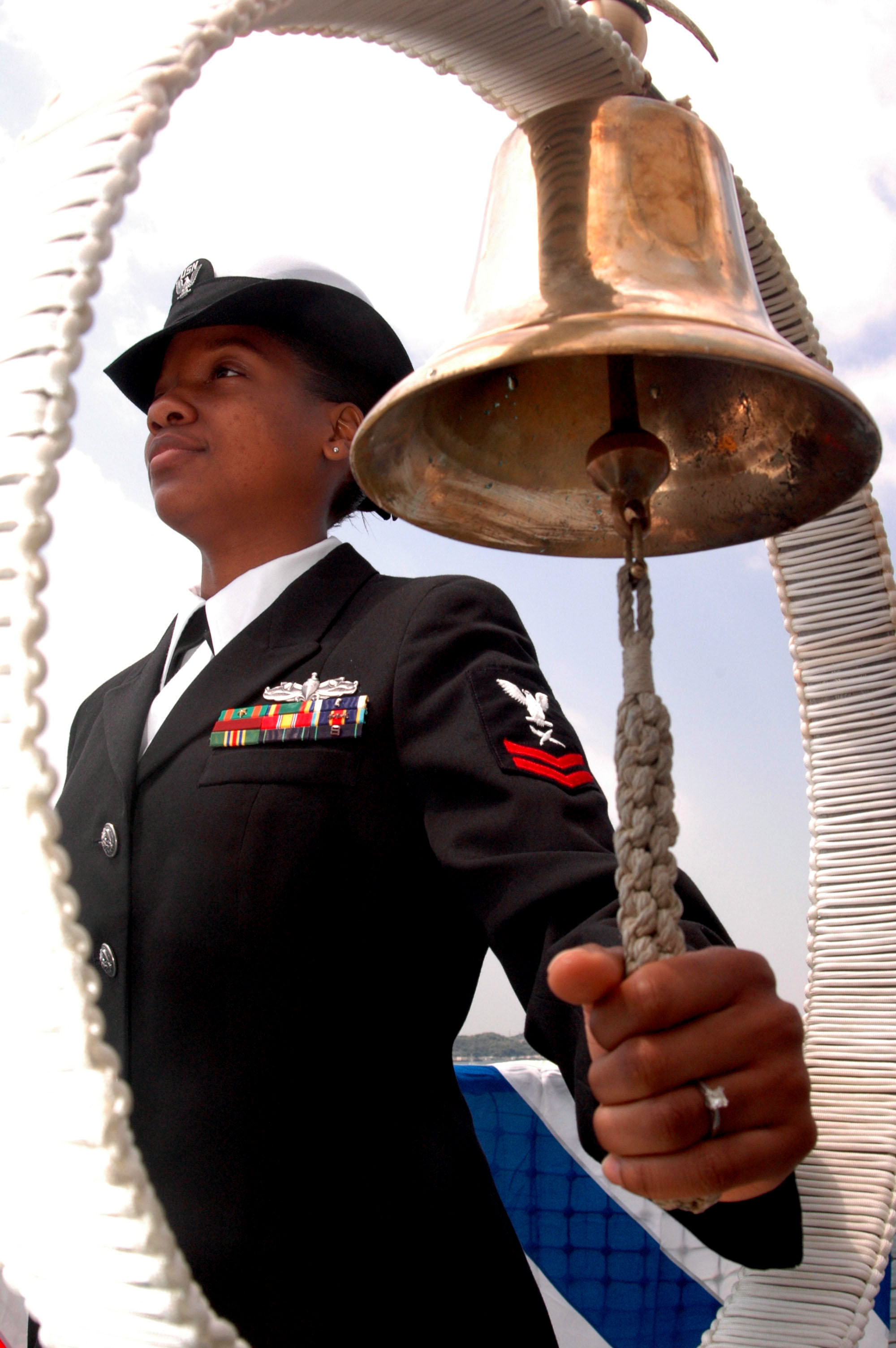
Scheepsbel van de USS Chancellorsville

Een scheepsbel is een - vaak geelkoperen - bel, die aan boord van een schip hangt. Aan de klepel is een allemansend bevestigd om het mogelijk te maken deze te luiden.
Op de zeevaart werd vroeger de scheepsbel geluid om het aantal "glazen" aan te geven ten behoeve van de scheepswachten. De bel hing naast een 'glas', een zandloper die elke dertig minuten aangaf. Iedere dertig minuten werd de bel geluid. Als dat acht keer gedaan was, werd de wacht afgelost.
Scheepsbellen worden nog steeds gebruikt op sommige veerboten om aan te geven dat hij bijna vertrekt.
Het is traditie om bij het uit dienst stellen van een marineschip de scheepsbel aan de doopster te overhandigen.

## Bekende scheepsbellen
Bounty
De Bounty werd in 1790 verbrand in een baai die nu de Bounty Bay heet. In 1957 werd het schip teruggevonden. De scheepsbel en het roer van het schip zijn nu te zien op het dorpsplein van Adamstown.
Lutine
De Lutine verging in de nacht van 9 op 10 oktober 1799. Pas in 1858 werd de scheepsbel geborgen. Hij is eigendom van Lloyd's of London. De bel werd opgehangen in de hal van het hoofdkantoor. Hij werd eenmaal geluid voor slecht nieuws en tweemaal geluid voor goed nieuws. Deze traditie werd in 1980 gestopt omdat de bel een scheur vertoonde.
De Ruyter
De Hr. Ms. De Ruyter ging ten onder tijdens de Slag in de Javazee en werd op 1 december 2002 bij toeval door duikers teruggevonden. In 2004 werden twee scheepsbellen gestolen en te koop aangeboden. Ze zijn nu eigendom van de Koninklijke Marine. Een scheepsbel hangt in de Kloosterkerk in Den Haag, de andere is aangebracht op het Karel Doormanmonument in Soerabaja.
Admiral Hipper
Sw Admiral Hipper was een Duitse kruiser die in 1945 door de Engelse HMS Sheffield driemaal getroffen werd. Hij werd in Kiel drooggelegd. Na de oorlog inspecteerden de Britten het schip en namen de scheepsbel als trofee mee.
Costa Concordia
De bel van het gekapseisde cruiseschip Costa Concordia werd gestolen ondanks de zware bewaking. De bel bevond zich op een diepte van acht meter.
Zuiderkruis
Toen de Hr. Ms. Zuiderkruis in 2012 uit de vaart genomen werd, leefde de doopster niet meer en werd de bel aan ruimtevaarder André Kuipers geschonken.

## Luidbel
Op een scheepsbel is vaak de naam van het schip gegraveerd. Als er geen naam is, spreekt men ook wel van een luidbel of luidklok. De is meestal niet zo klein, en soms zelfs veel groter. Soms hangen ze in kerk- of klokkentorens. Vroeger werden hiermee berichten doorgegeven, bijvoorbeeld dat er ergens brand was.